# Banco Bilbao Vizcaya Argentaria

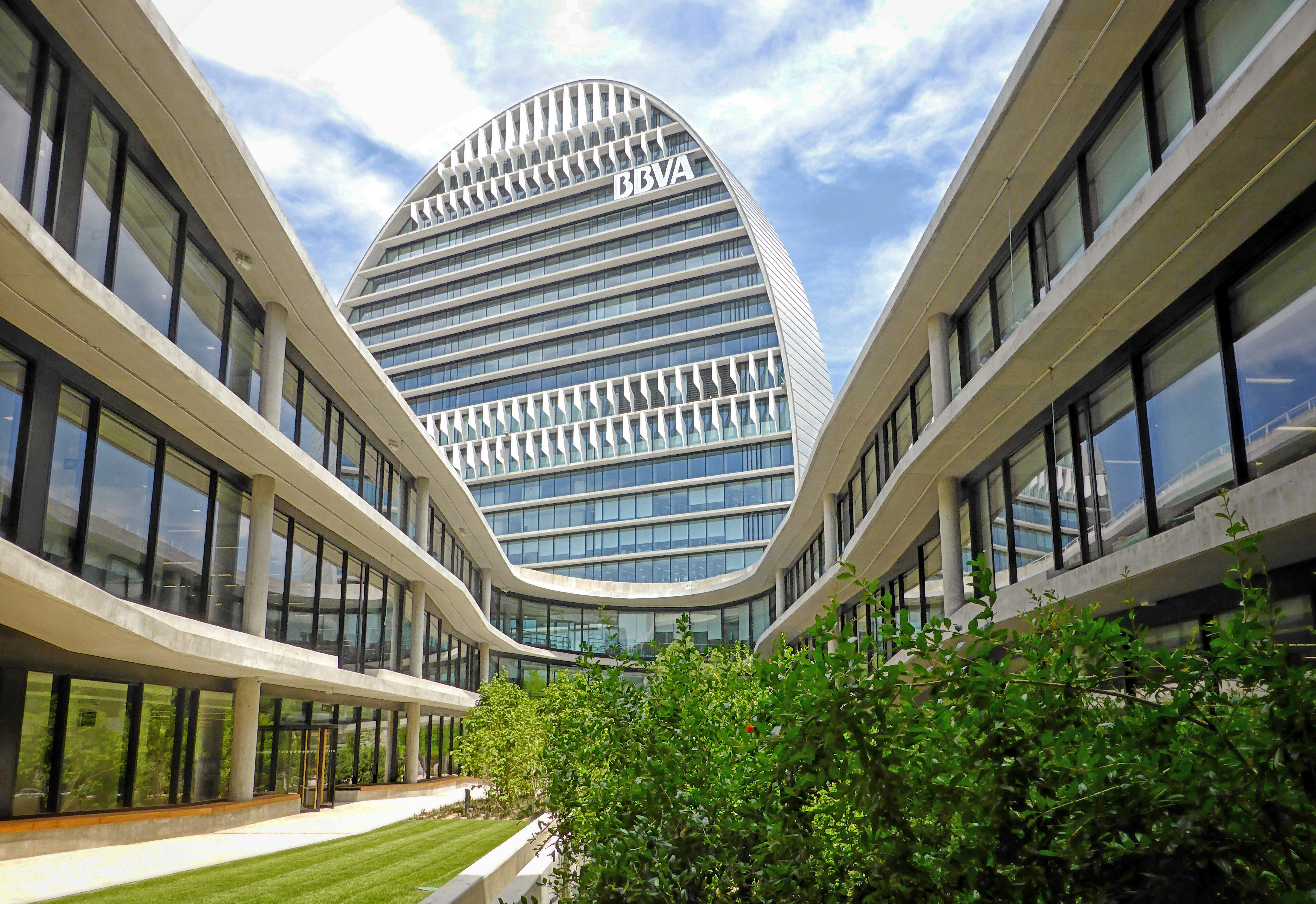
Le siège du BBVA à Madrid.

Banco Bilbao Vizcaya Argentaria (BBVA) est un groupe bancaire multinational espagnol basé à Madrid et à Bilbao. C'est l'une des plus grandes institutions financières du monde présente principalement en Espagne, en Amérique du Sud et du Nord et en Turquie.
Le groupe possède 35 millions de clients, un million d'actionnaires, un réseau de 7 410 agences et compte dans ses rangs 95 000 employés. En 2005,  BBVA occupait le 68e rang des 100 plus grandes entreprises du monde et était cotée dans neuf places boursières dans le monde dont l'Ibex 35. Il est le premier acteur bancaire au Mexique, via sa filiale BBVA México.

## Histoire

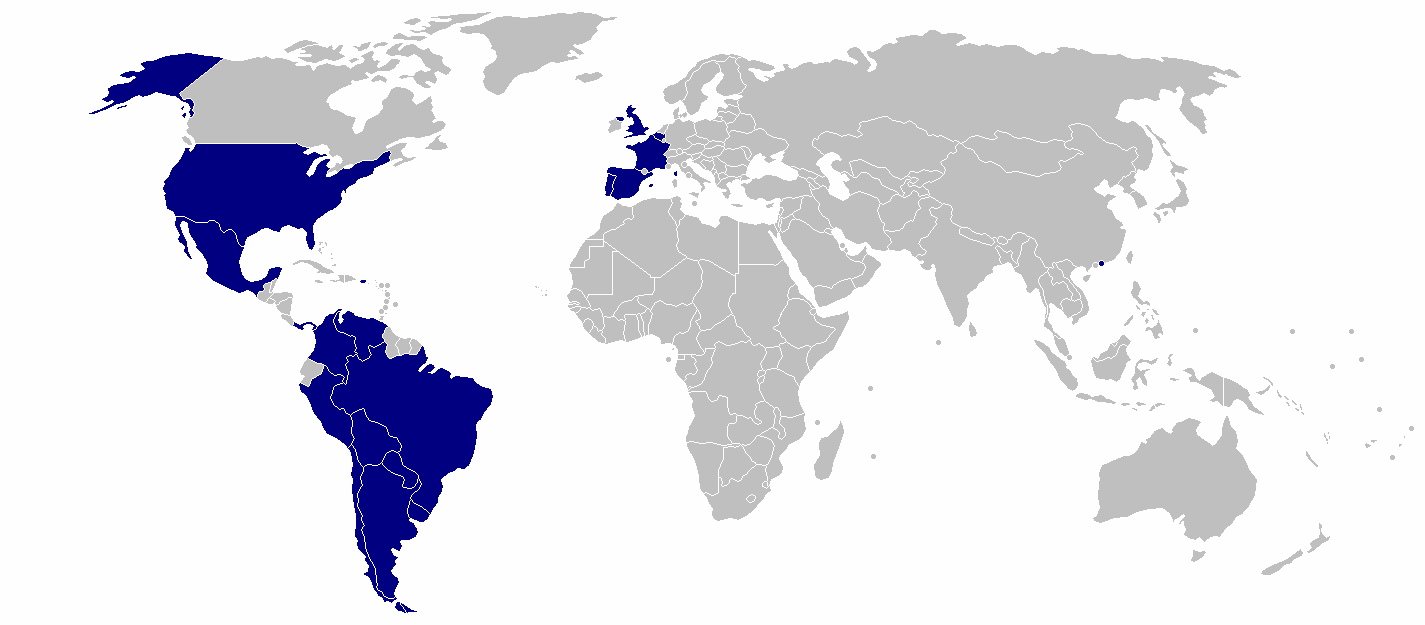
Présence de BBVA dans le monde.

En 1857, Banco de Bilbao est créé avec l'appui de la chambre de commerce de Bilbao. En 1901, Banco de Vizcaya est créé. En 1902, Banco de Bilbao ouvre une succursale à Paris.
En 1970, Banco de Vizcaya ouvre des succursales à New York. En 1979, Banco de Vizcaya acquiert Banco Comercial de Mayaguez.
En 1988, Banco de Bilbao et Banco de Vizcaya fusionnent pour créer la Banco de Bilbao y Viscaya (BBV)
En 1995, BBV entre en Amérique latine en faisant l'acquisition de Banco Continental au Pérou et de Probursa au Mexique. En 1996, BBV s’implante en Colombie en rachetant Banco Ganadero et en Argentine en rachetant Banco Francés. En 1997, BBV entre au Venezuela en faisant l'acquisition de Banco Provincial.
En 1999, BBV et Argentaria fusionnent pour donner naissance à BBVA, dans une transaction d'une valeur de 10,5 milliards de dollars.

Ancien logo.

En 2000, BBVA acquiert Bancomer, principale institution financière du Mexique.
En 2004, BBVA entre sur le marché bancaire aux États-Unis avec l'achat de Valley Bank et de Laredo National Bancshares pour 867 millions de dollars. En 2006, BBVA acquiert Texas Regional Bancshares et State National Bancshares pour 2,64 milliards de dollars,,. La même année, elle ouvre une succursale à Singapour.
En 2007, BBVA acquiert Compass Bancshares pour 9,6 milliards de dollars, pour consolider sa présence aux États-Unis. À ce moment, Compasse possède environ 410 agences bancaires, dont 162 agences situées au Texas et 253 agences réparties dans les États de l'Alabama, de l'Arizona, du Colorado, de Floride et du Nouveau-Mexique, alors qu'au même moment BBVA a 207 agences bancaires aux États-Unis, dont 33 en Californie,.
En mars 2008, BBVA reçoit l'autorisation de fusionner ses quatre filiales américaines issues de ses différentes acquisitions.
En 2012, BBVA acquiert la banque catalane Unnim pour un euro symbolique. Unnim est un ensemble de trois caisses d'épargnes catalanes qui ont fusionné et  ont été nationalisées à la suite de la crise économique espagnole. Lors de cette acquisition, Unnim possède 600 agences principalement en Catalogne, quand BBVA possède 3 000 agences dans toute l'Espagne,,.
En mars 2014, BBVA acquiert la banque en ligne américaine Simple pour 117 millions de dollars,.
En juillet 2014, BBVA acquiert pour 1,2 milliard d'euros Catalunya Banc, une banque catalane ayant reçu l'une des aides les plus importantes de l'État espagnol via le FROB — de l'ordre de 12 milliards d'euros. En novembre 2017, BBVA vend 80 % de son porte-feuille immobilier à Cerberus pour 4 milliards d'euros. Le même mois, Scotiabank acquiert la participation de 69 % que BBVA détient dans BBVA Chile pour 2,2 milliards de dollars.
En novembre 2020, PNC annonce l'acquisition de la branche américaine de la banque espagnole BBVA, pour 11,6 milliards de dollars. Cette opération permet à PNC de devenir le cinquième plus grand groupe bancaire des Etats-Unis, avec près de 550 milliards de dollars d'actifs en gestion. BBVA USA était présente avec 634 agences au Texas, en Alabama, en Floride, au Nouveau-Mexique et en Californie,,.
En avril 2021, BBVA annonce la suppression de 3 800 postes et de 530 agences en Espagne, soit environ 15 % de leurs points de vente . En novembre 2021, BBVA annonce vouloir acquérir la participation de 51 % qu'il ne détient pas dans Garanti, une banque turque, pour 2,25 milliards d'euros, prix bas lié à la forte dépréciation de la monnaie turque.
En avril 2022, BBVA annonce l'acquisition de l'immobilier de 662 agences qui étaient détenues par Merlin Properties. En mai 2022, BBVA annonce avoir augmenté sa participation dans Garanti de 36,12% pour la faire monter à 85,97%, pour 1,43 milliard de dollars.